# Washington Nationals
Washington Nationals är en professionell basebollklubb i Washington, D.C. i USA som spelar i National League, en av de två ligorna i Major League Baseball (MLB). Klubbens hemmaarena är Nationals Park.
Nationals är den tredje MLB-klubben i Washington (om man bortser från 1800-talet). Den första, Washington Senators (kallades även Washington Nationals), spelade i American League 1901–1960 innan den flyttades till Minnesota och blev nuvarande Minnesota Twins. Ett nytt Washington Senators började spela i American League redan följande år, innan klubben 1972 flyttades till Texas och blev nuvarande Texas Rangers.

## Historia
Klubben grundades den 27 maj 1968 när det bestämdes att National League skulle utökas med två nya klubbar (den andra var San Diego Padres). Bakgrunden var att American League en tid dessförinnan hade beslutat att lägga till två klubbar och då kände sig klubbägarna i National League tvingade att göra likadant. Klubben förlades till Montréal i Québec i Kanada under namnet Montreal Expos (franska: Expos de Montréal). Under sin tid i Montréal vann klubben sin division endast en gång, 1981.
Inför 2002 års säsong köptes klubben av MLB i ett försök att lägga ned den. Detta lyckades dock inte och MLB tvingades fortsätta att driva klubben. Att ha klubben kvar i Montréal var dock ekonomiskt omöjligt och inför 2005 års säsong flyttades klubben till Washington och bytte namn till Washington Nationals. I juli 2006 såldes klubben av MLB till en ägargrupp från Washington för 450 miljoner dollar.
När klubben gick till slutspel 2012 var det första gången en MLB-klubb från Washington gick till slutspel sedan 1933.
Klubben nådde sin största framgång 2019, då man för första gången vann National League och därefter även World Series, där man besegrade Houston Astros med 4–3 i matcher.

## Hemmaarena
Hemmaarena är Nationals Park, invigd 2008. RFK Stadium var Nationals hemmaarena 2005–2007. Expos de Montréal spelade från och med 1977 i Stade Olympique, invigd 1976 som olympiastadion under OS i Montréal, och dessförinnan i Stade Parc Jarry. För att få mer publik på sina matcher spelade klubben 2003–2004 även ett tjugotal hemmamatcher per säsong i Hiram Bithorn Stadium i San Juan i Puerto Rico.

## Spelartrupp

### Aktiva
| Nr | Land      | Pos | Namn            |
| -- | --------- | --- | --------------- |
| 27 | Venezuela | P   | Aníbal Sánchez  |
| 30 | Panama    | P   | Paolo Espino    |
| 33 | USA       | P   | Steve Cishek    |
| 40 | USA       | P   | Josiah Gray     |
| 46 | USA       | P   | Patrick Corbin  |
| 57 | Venezuela | P   | Andrés Machado  |
| 58 | USA       | P   | Carl Edwards Jr |
| 61 | Nicaragua | P   | Erasmo Ramírez  |
| 64 | Mexiko    | P   | Víctor Arano    |
| 67 | USA       | P   | Kyle Finnegan   |
| 73 | USA       | P   | Hunter Harvey   |
| 77 | USA       | P   | Cory Abbott     |

| Nr | Land                    | Pos | Namn             |
| -- | ----------------------- | --- | ---------------- |
| 20 | Venezuela               | C   | Keibert Ruiz     |
| 38 | USA                     | C   | Tres Barrera     |
| 1  | Venezuela               | INF | César Hernández  |
| 2  | Dominikanska republiken | INF | Luis García      |
| 7  | Dominikanska republiken | INF | Maikel Franco    |
| 14 | Venezuela               | INF | Ildemaro Vargas  |
| 34 | USA                     | INF | Luke Voit        |
| 45 | Mexiko                  | INF | Joey Meneses     |
| 16 | Dominikanska republiken | OF  | Víctor Robles    |
| 28 | USA                     | OF  | Lane Thomas      |
| 29 | Kuba                    | OF  | Yadiel Hernández |
| 68 | USA                     | OF  | Josh Palacios    |
| 23 | Dominikanska republiken | DH  | Nelson Cruz      |

### Skadade
| Nr | Land | Pos | Namn              |
| -- | ---- | --- | ----------------- |
| 21 | USA  | P   | Tanner Rainey     |
| 32 | USA  | P   | Erick Fedde       |
| 36 | USA  | P   | Will Harris       |
| 37 | USA  | P   | Stephen Strasburg |
| 39 | USA  | P   | Tyler Clippard    |
| 41 | USA  | P   | Joe Ross          |

| Nr | Land | Pos | Namn              |
| -- | ---- | --- | ----------------- |
| 56 | USA  | P   | Seth Romero       |
| 59 | USA  | P   | Evan Lee          |
| 63 | USA  | P   | Sean Doolittle    |
| 72 | USA  | P   | Jackson Tetreault |
| 8  | USA  | INF | Carter Kieboom    |

## Fotogalleri

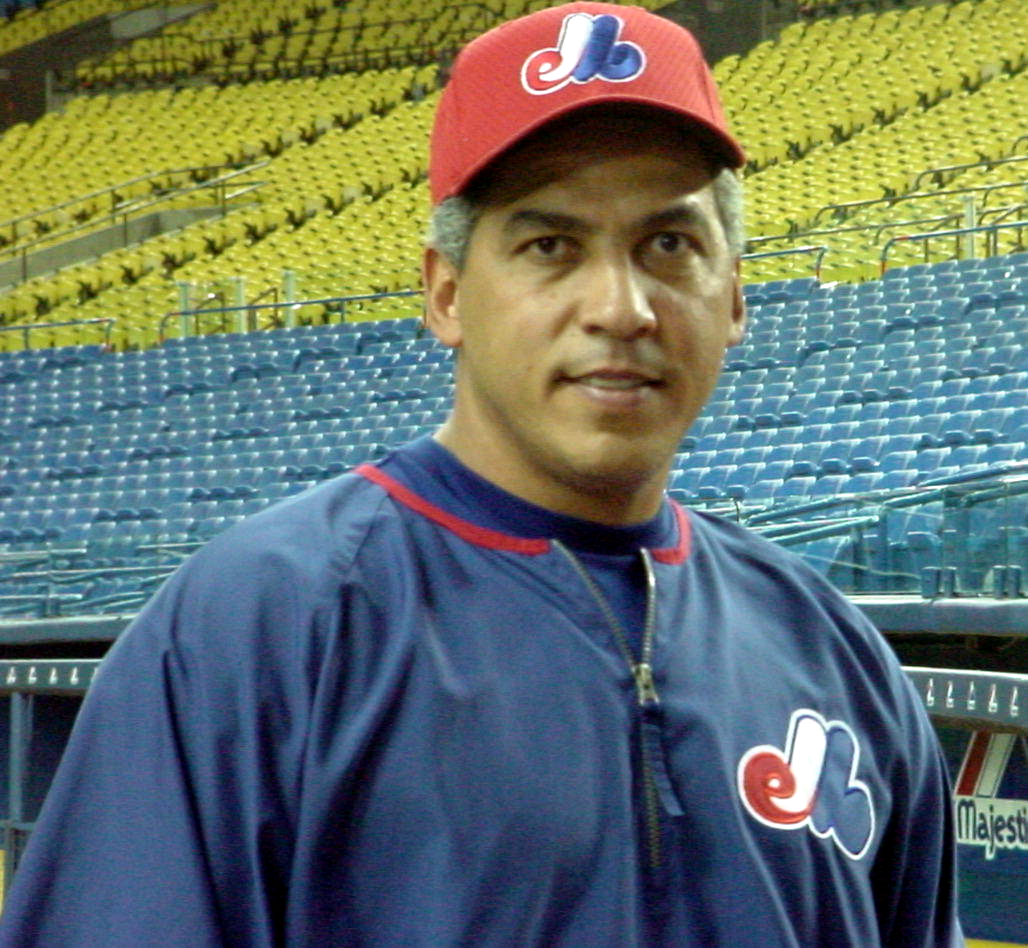
Andrés Galarraga.
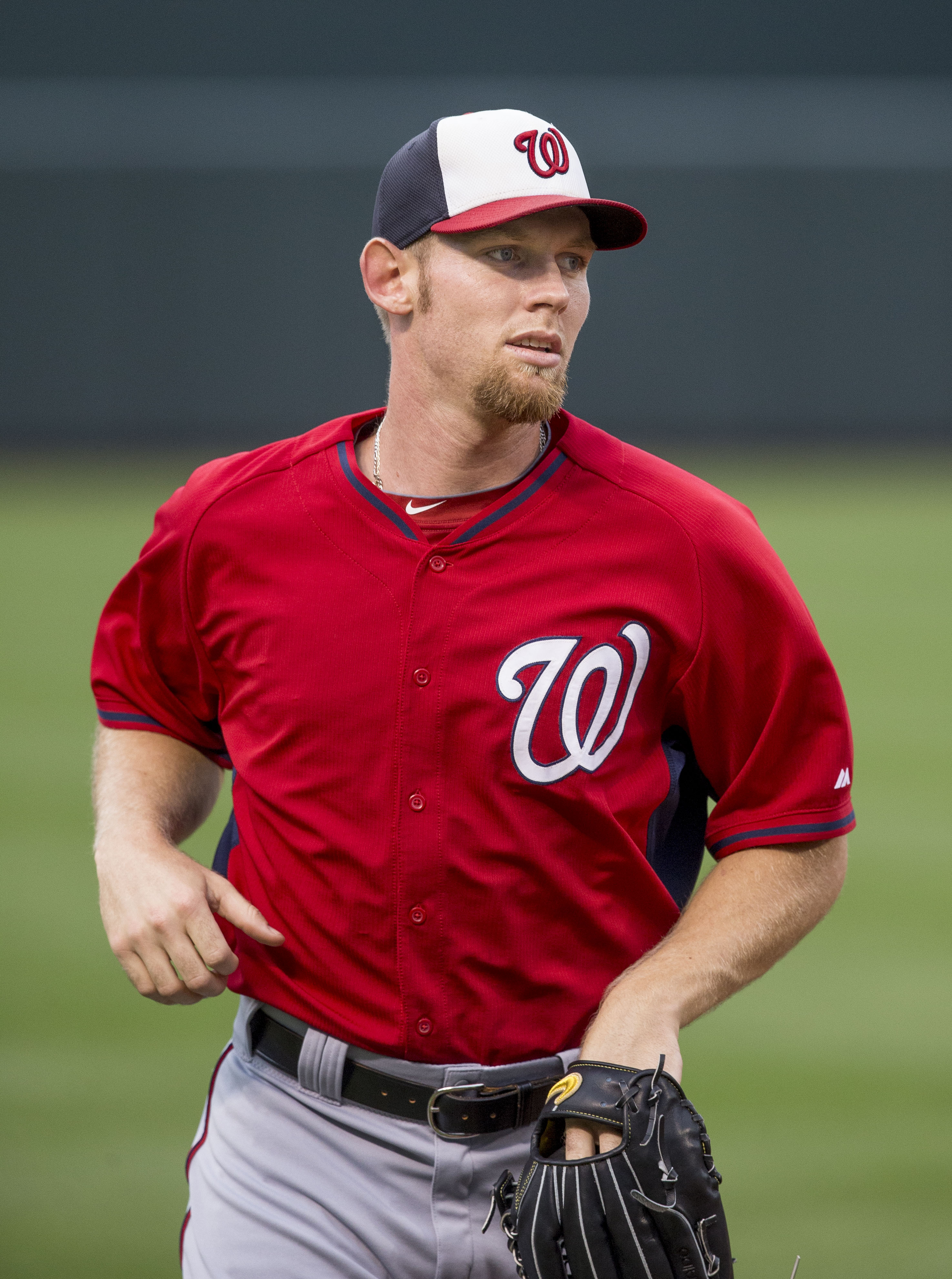
Stephen Strasburg.
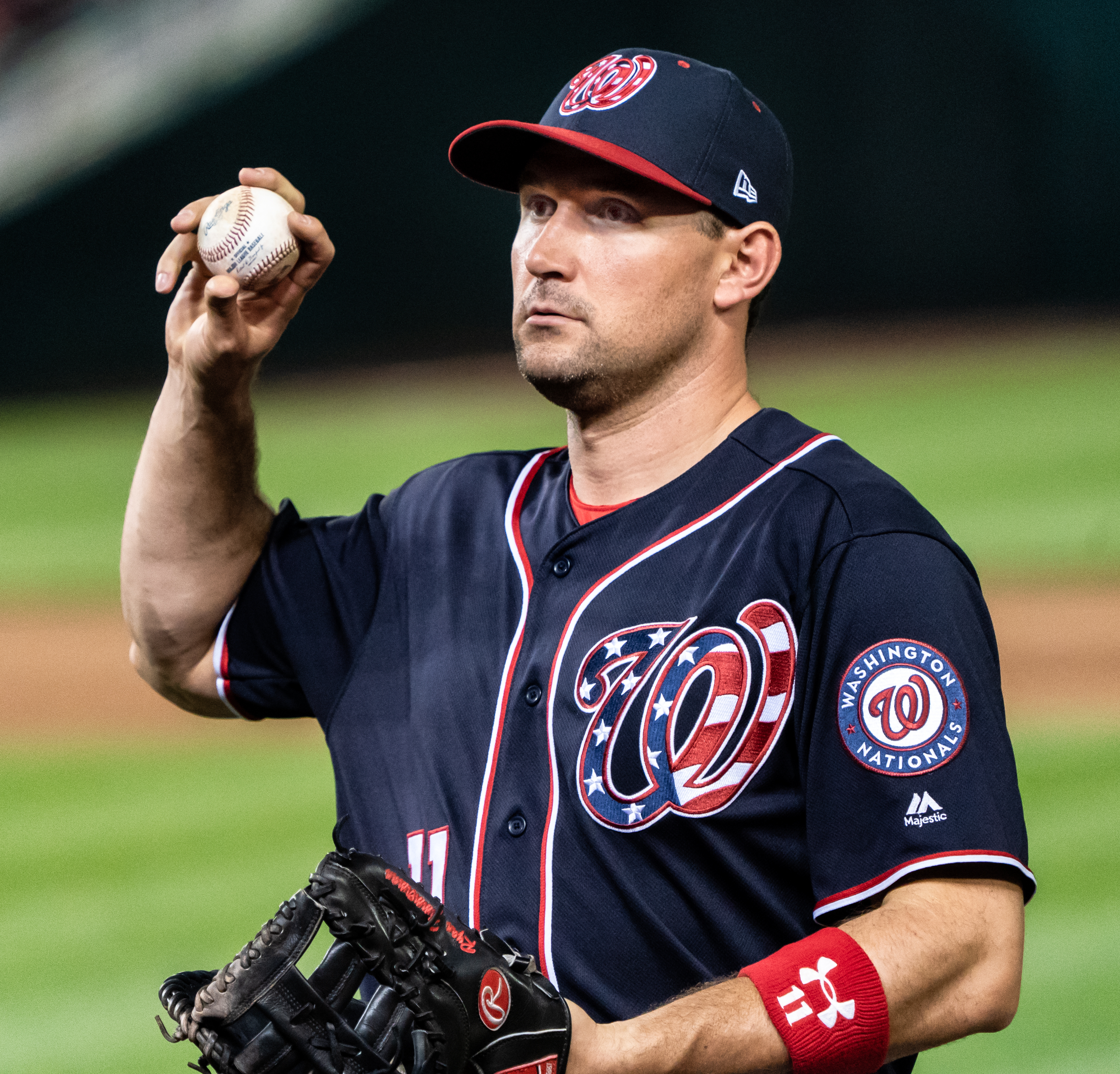
Ryan Zimmerman.